# Estádio Comendador Freitas
O Estádio Comendador Freitas, antigo Garibaldi Pereira, é um estádio de futebol localizado na Usina Tamoyo, no município de Araraquara, no estado de São Paulo. Pertencia ao extinto Tamoyo Futebol Clube, e hoje pertence a usina Tamoio. O Ibaté Futebol Clube mandava seus jogos nesse estádio.
Nesse estádio também havia jogos de outro clube, a Associação Atlética Tamoio.

## História
Na época o município de Ibaté era distrito do município de São Carlos, de onde se desmembrou em 1953, e Tamoio também pertencia a São Carlos, posteriormente passou para Araraquara.

## Jogos no local
- 07/03/1954 - Usina Tamoio FC 1x1 Rio Claro (amistoso de reinauguração do estádio)
- 11/03/1956 - Usina Tamoio FC 4x1 Rio Claro (amistoso)
- 24/06/1957 - Ibaté FC ?x? Bandeirantes (amistoso comemorativo do aniversário de Ibaté)